# AIFV

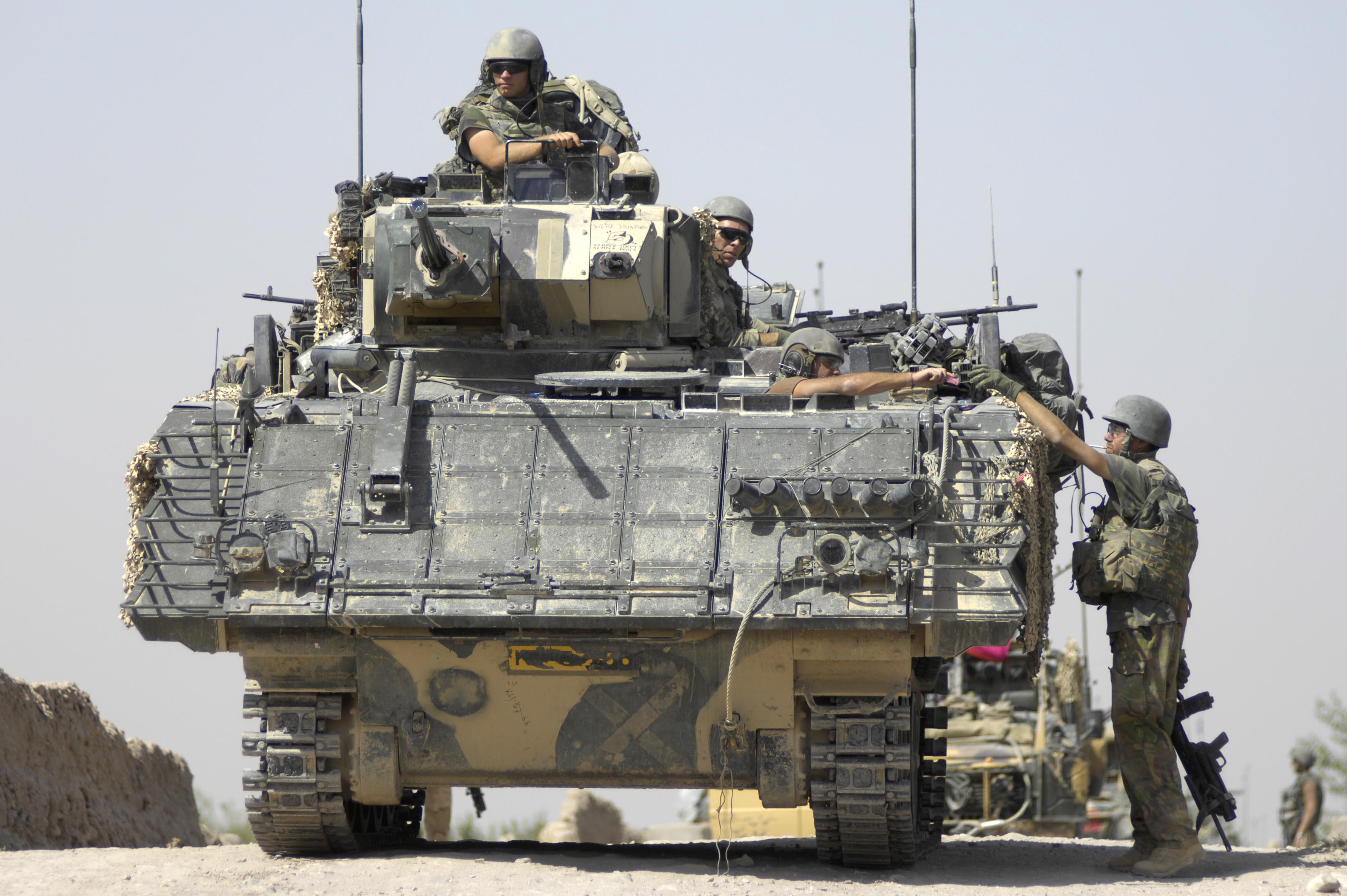
네덜란드 YPR-765

AIFV(Armored Infantry Fighting Vehicle)는 여러 국가의 군대에서 보병전투차(IFV) 역할을 하는 미국 무한궤도 차량이다. M113A1 병력수송장갑차의 개발판이다.

## 역사
1967년, 미국 육군의 투자를 받은 FMC 코퍼레이션은 XM765로 명기된 2개의 프로토타입 차량을 생산했다. 이것들은 MICV-65 프로그램을 위해 개발된 초기 XM701 차량의 경험에 기반을 둔 것이다. XM765는 M113A1에 기반을 두었으며 회전 포탑과 파이어링 포트를 감싼채 업그레이드되어 보병들은 차량 내에서 전투가 가능했다. 군대는 이 차량을 좋게 평가했으나 더 보호가 잘 되고 더 이동 지향적인 차량을 원했기에 M2 브래들리를 대신 선택했다.
FMC는 비공개 벤처로서 개발을 계속해나갔고 1970년 M113A1이라는 개선판을 개발했다. PI M113A1은 운전수와 엔진을 전면에 두었고 무기부를 차체 가운데에 두었고 지휘관은 뒤에 착석하였다. 이러한 배치로 인해 지휘관의 전방 시야는 많은 제약을 받았다. FMC는 새로운 디자인을 만들었는데, 운전수를 차체 전면 왼쪽에, 지휘관을 운전수 뒤에 착석하게 했다. 지휘관 오른쪽에 한 사람이 쓰기에 적절한 회전 포탑이 배치되었다. 이 차량은 나중에 AIFV(armored infantry fighting vehicle)라는 이름이 붙게 되었다.

## 운용국

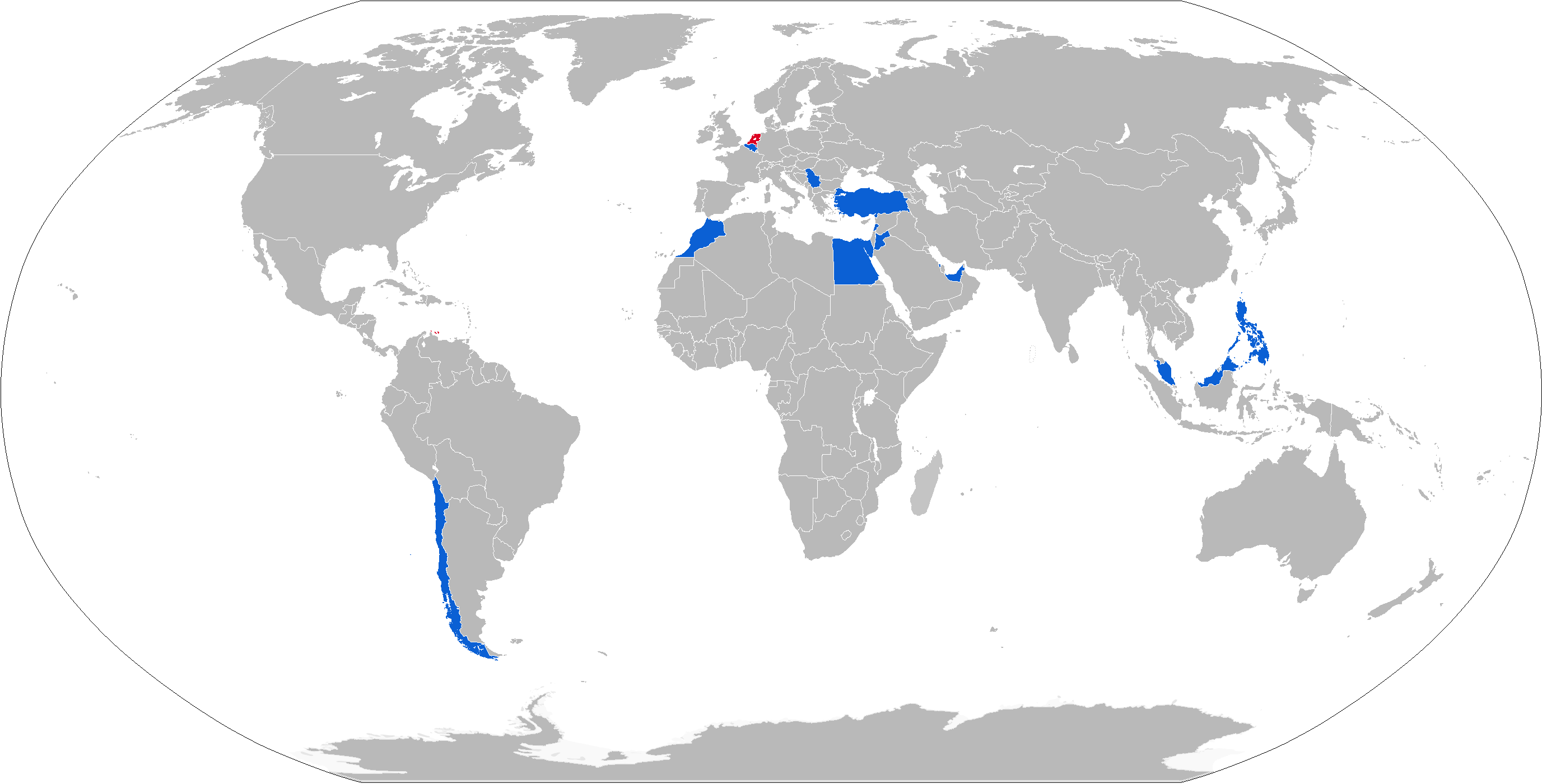
AIFV 운영국은 지도에서 파란색으로 표시되었다

- 바레인
- 벨기에
- 칠레
- 이집트
- 요르단
- 레바논
- 모로코
- 네덜란드
- 말레이시아
- 필리핀
- 튀르키예
- 아랍에미리트
- 세르비아

## 같이 보기
- K200 장갑차